# Phanerotoma myeloisae
Phanerotoma myeloisae är en stekelart som beskrevs av David Timmins Fullaway 1956. 
Phanerotoma myeloisae ingår i släktet Phanerotoma och familjen bracksteklar. Inga underarter finns listade i Catalogue of Life.